# Över berg och dal
Över berg och dal är en svensk psalm skriven 1988 av tonsättaren och prästen Tore Littmarck som var verksam inom KFUM. Psalmens text bygger på Psaltaren 104:10–30 och Matteusevangeliet 6:25–31. Texten handlar om att leva och njuta av naturen i all den stund som Gud ger.

## Publicerad i
- Psalmer i 90-talet som nummer 863.[1]
- Psalmer i 90-talet - Körsatser.[1]
- Verbums psalmbokstillägg 2003 som nummer 752 under rubriken "Dagens och årets tider: Årstiderna".[1]
- Psalmer och Sånger 1987 som nummer 820 under rubriken "Dagens och årets tider - Årstiderna".[3]
- Sång i Guds värld Tillägg till Svensk psalmbok för den evangelisk-lutherska kyrkan i Finland 2015 under rubriken "Tider och stunder".[4]